# Baia Imperiale
La Baia Imperiale, precedentemente nota come Baia degli Angeli, è una discoteca italiana; si trova sulle colline sopra Gabicce Mare, al confine tra le province di Rimini e di Pesaro-Urbino, e richiama pubblico sia dalla regione Marche sia dalla Romagna. La discoteca sorge a strapiombo sul mare e gode di un'ampia vista panoramica.

## Storia

### Dal 1975 al 1977
Il locale fu aperto al pubblico nel luglio 1972, vi furono due diverse gestioni, che non fecero però decollare il locale; il 29 giugno 1975 riaprì con la gestione dell'imprenditore Giancarlo Tirotti.
L'interno dell'edificio ospitava ambienti fastosi ed eleganti, in cemento bianco. Tutto l'ambiente era illuminato da una batteria di fari posta su un braccio meccanico che poteva muoversi da una pista all'altra; alle pareti spiccavano le foto di Marilyn Monroe. La pista da ballo centrale era circondata da due piscine, mentre un'altra piscina era sovrastata da una passerella in cristallo sulla quale i giovani potevano ballare. La console del disc-jockey era posta all'interno di un ascensore con le pareti di vetro. Il dj poteva quindi, a piacere, salire al primo piano, dove aveva una vista completa della pista esterna, adiacente alla piscina.
Era anche presente un negozio di abbigliamento chiamato Happy Fashion.
Ancor di più dell'arredamento, fu la musica a rendere famoso il locale in tutt'Italia. Tirotti faceva viaggi per affari negli Stati Uniti e frequentava i locali di New York, la città che lanciava le nuove mode. Nelle serate trascorse nei locali da ballo, aveva colto l'importanza dell'impianto audio, degli effetti scenici e della qualità delle selezioni musicali. Nella Grande Mela, Tirotti aveva ascoltato un genere nuovo: la disco music. Il genere, ballabile ed a ritmo uniforme, consentiva ai dj nuove sperimentazioni in fatto di presentazione dei brani. A New York, infatti, i dj che suonavano discomusic avevano soppiantato la pratica di presentare personalmente i pezzi e di intervenire con la loro voce mentre sfumavano un brano e passavano al successivo, come si faceva in Italia. Proponevano al pubblico una selezione ininterrotta di brani, che iniziava con l'apertura del locale e durava fino alla chiusura. I dj statunitensi padroneggiavano la tecnica del mixaggio in sovrapposizione ritmica, sconosciuta in Italia.
A Tirotti quest'idea piacque e decise di importarla in Italia. In un locale nei Docks di Nyc, ascoltò le selezioni di Tom Sison e quando poi decise di gestire la Baia lo scritturò per il suo futuro locale. Era la primavera del 1975.  Tom e Sterling St Jacques erano i dj designati ma,  presto, arrivò Bob Day a sostituire in consolle Sterling, che rimase come ballerino, Bob era amico e compagno di Tom, anch'egli dj con la passione per la musica disco.
La Baia degli Angeli fu tra le prime discoteche italiane a suonare musica da ballo non stop; inoltre la musica che si ascoltava alla Baia non si sentiva negli altri locali. Tom e Bob tornavano a New York ogni due mesi per acquistare nuovo materiale che poi proponevano in esclusiva. Fecero conoscere per primi al popolo della notte italiano le produzioni della Philadelphia Records e i suoni disco della TK Records di Miami.
L'importanza del locale fu evidente nel biennio 1975-1977, quando si impose come luogo di tendenza grazie alle scelte musicali innovative ed all'orario prolungato fino all'alba. La Baia fu infatti la prima discoteca in Italia a chiudere alle ore 6 del mattino. Dal tetto dell'edificio veniva lanciato un raggio laser, come "stella cometa" per il popolo della notte, che così sapeva dove orientarsi per raggiungere la Baia; queste caratteristiche peculiari resero il locale molto rinomato e gli diedero fama nazionale.
Nel 1977 Giancarlo Tirotti decise di vendere e si trasferì per lungo tempo in Africa. Alla fine dell'estate dello stesso anno Bob e Tom, giunti in scadenza di contratto, ritornarono negli Stati Uniti.

### Dal 1977 al 1979
La Baia riaprì in autunno con altri progetti: inizialmente Bob e Tom furono sostituiti da Daniele Baldelli. Successivamente iniziò la sua carriera alla Baia, DJ Mozart, che divenne un personaggio simbolo del locale. La Baia faceva conoscere la propria musica anche con le audiocassette registrate dal vivo. Così, anche chi non poteva andarci (a metà degli anni settanta pochi giovani possedevano un'auto propria) poteva ascoltare il suono di Baldelli e Mozart. Le selezioni dei due dj erano uniche e mai sentite prima. Mostrando un'attitudine e una versatilità non comuni, mixavano la disco (la disco music di Sison e Day) con l'elettronica dei Kraftwerk e il jazz-rock di Jean-Luc Ponty, inserendo il funky come collante del tutto.
Nel 1979 la discoteca si trovò al centro di un fatto di cronaca nera: nel parcheggio del locale venne ritrovato un giovane deceduto in stato di overdose. In seguito all'inchiesta, il locale fu chiuso. La proprietà cercò di riaprirlo col nome di Nepentha, l'angelo della Baia, con lo slogan "L'unica droga è la musica". Questo locale ebbe poco successo, tanto che la nuova avventura terminò dopo circa un anno.

### Dalla riapertura (1985) ad oggi
La discoteca è stata riaperta nel 1985 in veste completamente rinnovata, col nome di Baia Imperiale; da allora il locale si presenta come un'enorme villa romana dell'età augustea ed è diventato famoso in Europa per l'alto livello di tematizzazione.  Molti locali sorti in Italia alla fine degli anni ottanta trassero spunto dalla Baia Imperiale scegliendo anch'essi una tematizzazione in stile Roma antica.
Nel 2014 la discoteca cambia il logo, restyling creato da Marchino Design.

Nella classifica della International Nightlife Association pubblicata nel 2015 la Baia imperiale è il 21° club al mondo e il 1° in Italia, mentre nel 2016 la Baia imperiale è il 20° club al mondo, il 1° in Italia e nel 2017 al 19ª discoteca al mondo e la 1ª in Italia.
La Baia imperiale è citata nel 2017 come miglior discoteca estiva nella classifica dei Dance Music Awards.

## Nel cinema
Alcuni film popolari (Abbronzatissimi di Bruno Gaburro, S.P.Q.R. - 2000 e ½ anni fa di Carlo Vanzina, Rimini Rimini - Un anno dopo di Bruno Corbucci e Giorgio Capitani, Troppo sole di Giuseppe Bertolucci) e fiction televisive italiane, come pure alcune trasmissioni estive, hanno avuto per sfondo l'imponente scalinata d'ingresso con l'alto colonnato e le statue di Nettuno collocate ai due lati.